# Tuheitia Paki
Tūheitia Paki Pōtatau Te Wherowhero  (21 de abril de 1955 – 29 de agosto de 2024) foi o monarca do Reino Māori na Nova Zelândia desde 2006 até à sua morte em 2024. Foi o filho mais velho da monarca Māori anterior, Dame Te Atairangikaahu, e foi anunciado como seu sucessor e coroado no mesmo dia em que os ritos funerários tiveram lugar, em 21 de agosto de 2006.
Em 27 de novembro de 2007, foi nomeado Oficial da Venerabilíssima Ordem do Hospital de São João de Jerusalém. Foi nomeado para Grã-Cruz da Ordem da Coroa de Tonga durante as cerimônias de coroação do Rei Siaosi V de Tonga. Em 2010, foi nomeado Cavaleiro-Comendador da Ordem Militar e Hospitalar de São Lázaro de Jerusalém.

## Vida pessoal
O Rei Tūheitia foi filho da Rainha Maori Te Atairangikaahu e de Whatumoana Paki, foi o terceiro dos sete filhos de sua mãe, suas irmãs mais velhas são Heeni Paki e Tomairangi Paki, seus outros irmãos são Kiki Paki, Mihi Paki, Maharaia Paki e Te Manawanui, ele e Maharaia Paki são os unicos filhos homens de Te Atairangikaahu. Sua mãe é filha do quinto rei Maori, Korokī Mahuta e de Te Atairangikaahu, que era a sobrinha-esposa de Korokī.
Foi casado com Te Atawhai e juntos tiveram três filhos:
- Whatumoana Te Aa Paki. Príncipe Maori.
- Korotangi Paki. Príncipe Maori
- Ngawaihonoi Te Po Paki. Princesa Maori

Seu primogênito, Whatumoana, atuou brevemente com Príncipe-Regente em 2013, enquanto Tūheitia ficou doente após uma crise de diabetes. O segundo filho de Tūheitia, Korotangi Paki, se envolveu em uma grande polêmica em 2014 após vazar nas redes sociais um vídeo seu gritando e xingando exageradamente, pouco antes disso havia sido acusado de dirigir bêbado no Tribunal Distrital de Auckland, porém foi dispensado sem condenação.  Sua unica filha Ngawaihonoi Te Po Paki nascida em 1997, e é uma de suas maiores apoiadoras no Movimento Rei Maori. Whatumoana Te Aa Paki foi o mais propenso a se tornar o oitavo Rei Maori, já que o monarca é eleito pelo povo maori.
O rei e a rainha maori moraram na Casa Real Turongo em Ngāruawāhia, na região de Waikato.

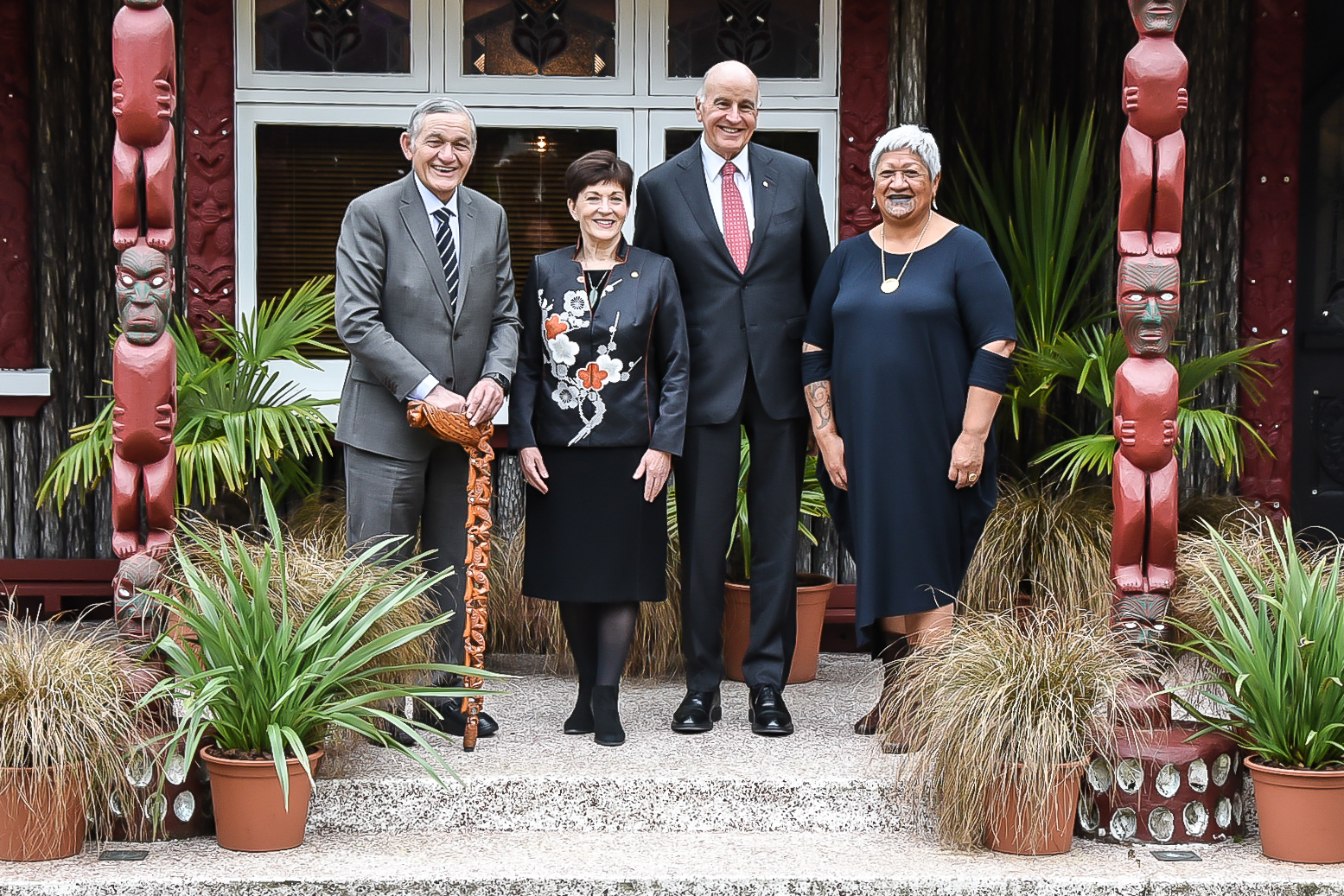
O Rei Tūheitia com a rainha Te Atawhai, Patsy Reddy e David Gascoigne em 2019.

Tūheitia morreu em 30 de agosto de 2024, aos 69 anos, enquanto se recuperava de uma cirurgia cardíaca.
Como novo rei foi nomeado pelos líderes de tribos do Reino Māori, a filha Nga Wai Hono i te Po Paki de 27 anos, em detrimento dos dois irmãos mais velhos.